# Bactrurus speleopolis
Bactrurus speleopolis is een vlokreeftensoort uit de familie van de Crangonyctidae. De wetenschappelijke naam van de soort is voor het eerst geldig gepubliceerd in 2006 door Holsinger, Sawicki & Graening.